# Cardiophorus erytropus
Cardiophorus erytropus is een keversoort uit de familie kniptorren (Elateridae). De wetenschappelijke naam van de soort is voor het eerst geldig gepubliceerd in 1823 door Say.